# دايانا بوتوليا
دايانا بوتوليا (بالصربية: Дајана Бутулија) مواليد 23 فبراير 1986 في جمهورية يوغوسلافيا الاشتراكية الاتحادية، هي لاعبة كرة سلة صربية. بدأت مسيرتها الاحترافية في سنة 2003. تلعب مع راديفوي كوراتش في الدوري الصربي لكرة السلة للسيدات. مثلت منتخب بلادها. شاركت في دورة الألعاب الأولمبية الصيفية سنة 2016. لعبت مع نادي بارتيزان لكرة السلة للسيدات ونادي كريف لكرة السلة للسيدات.

## سجل المنافسة
شاركت في المنافسات التالية:
- الألعاب الأولمبية الصيفية 2016
- كأس العالم لكرة السلة للسيدات 2014

## الميداليات
| الميدالية | المسابقة                       |
| --------- | ------------------------------ |
| برونزية   | الألعاب الأولمبية الصيفية 2016 |

## روابط خارجية
- دايانا بوتوليا على موقع الاتحاد الدولي لكرة السلة (الإنجليزية)
- دايانا بوتوليا على موقع كرة السلة الأوروبية.كوم (الإنجليزية)
- دايانا بوتوليا على موقع بروبوليرز (الإنجليزية)
- دايانا بوتوليا على موقع سبورتس رفرنس (الإنجليزية)
- دايانا بوتوليا على موقع اللجنة الأولمبية الدولية (الإنجليزية)
- دايانا بوتوليا على موقع أوليمبيديا (الإنجليزية)
- دايانا بوتوليا على موقع اللجنة الأولمبية الصربية (الصربية)